# 레베카 허브스트

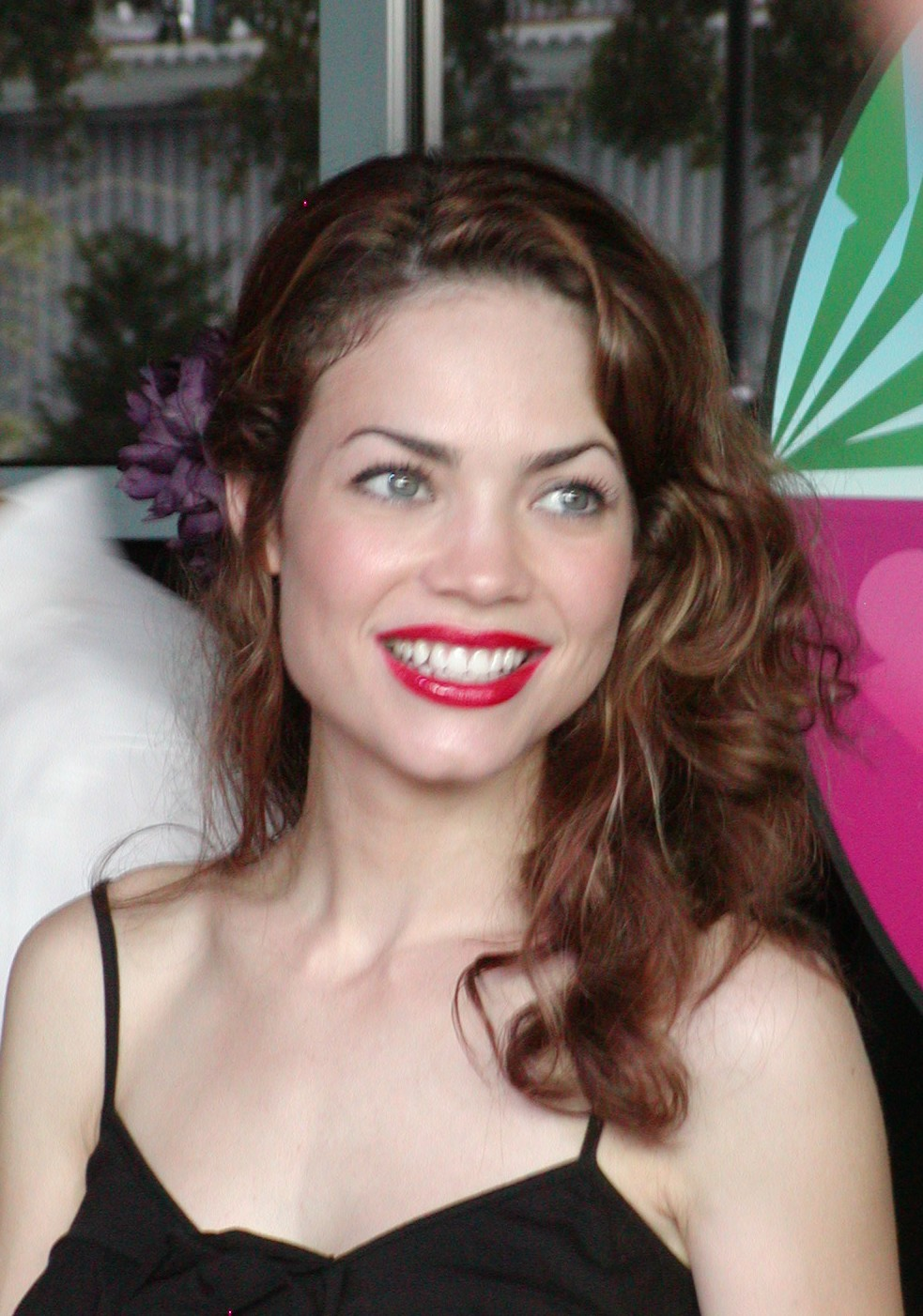

레베카 허브스트(Rebecca Herbst, 1977년 5월 12일 ~ )는 미국의 배우, 텔레비전 배우, 영화배우이다.
엔시노에서 태어났다.

## 방송
- 제너럴 호스피털

## 영화
- 닥터 킬러 (1995년)
- 흔들리는 영혼 (1994년)
- 우리 생애 나날들 (1965년)